# 俣落岳
俣落岳（またおちだけ）は、北海道の標津郡標津町と標津郡中標津町の2町にまたがる標高1,003.3mの山である。山頂には二等三角点「股落岳」が設置されている。

## 概要
知床連峰の主稜線上にあるサマッケヌプリ山から東には派生した支稜線上に位置する。
山名は南側を流れる俣落川に由来するとされ、アイヌ語で「mata(-chep)-ot-i（冬（・魚）・多くいる・ところ）」を意味する。

## 登山
登山道はないため残雪期に登られる。主なルートは俣落川本流林道から南西側の尾根を登って山頂へ至るルートもしくは忠類川からスタートしソーキップ岳西側から北に伸びる尾根を登って稜線を伝って山頂へ至るルートを取る人が多い。ソーキップ岳・クテクンベツ岳も併せて登る人も少なくない。